# ズビグニェフ・ボニエク
ズビグニェフ・ボニエク（Zbigniew Boniek, 本名:ズビクニェフ・カジミェシュ・ボニエク、Zbigniew Kazimierz Boniek、1956年3月3日 - ）は、ポーランド・ビドゴシチ出身の元同国代表サッカー選手、サッカー指導者。選手時代のポジションはFW、MF。
スピードに優れ、ディエゴ・マラドーナは世界最高のカウンターアタック選手と評した。

## 経歴
地元のサッカークラブ、ザヴィシャ・ビドゴシチでサッカーを学び、1975年にヴィジェフ・ウッチと契約して選手キャリアをスタートさせる。当初はDFとしてプレーしていたが、後にFWへ転身した。1976年にポーランド代表デビューを果たすと1978、1982、1986年と3度のワールドカップ出場に導いた。1978年のワールドカップ・アルゼンチン大会ではメキシコ戦で2ゴールを挙げた。またチームは2次リーグまで進出した。1982年のワールドカップ・スペイン大会ではペルー戦で1ゴール2アシスト、ベルギー戦でハットトリックを決めるなど、チームを準決勝に導いたが、累積警告でイタリア戦には出場出来ず、チームは敗れたが、3位決定戦のフランス戦でも1アシストで勝利に貢献し、チームの3位入賞に貢献、MVP投票で4位に入る活躍で、同年のバロンドール投票では第3位に選ばれた。代表チームでは80試合に出場26ゴールを挙げた。
1982年、イタリアのユヴェントスへ移籍すると直ぐにレギュラーの座を掴み、また特にミシェル・プラティニとは良い連携を見せた。1983-1984シーズンのセリエA優勝、チャンピオンズカップでは決勝でハンブルガーSVに破れた。翌1984-1985シーズンのスーパーカップでは2得点を挙げて優勝。また同年のUEFAチャンピオンズカップ決勝のリヴァプールFC戦では相手DFの裏に抜け出し、PKを奪取、そのPKをプラティニが決め、ユベントスは初の欧州制覇を成し遂げた。それらの活躍によりユヴェントス会長のジャンニ・アニェッリから「 Bello di notte（美しき夜） 」の愛称を与えられた。
その後1985年にASローマへ移籍、1986年にはコッパ・イタリア決勝でサンプドリアを破り優勝、同年のワールドカップ・メキシコ大会ではラウンド16まで進出したが、ブラジルに敗れた。1985-86シーズンは古巣ユベントスに競り負け優勝を逃したがリーグで2位に貢献、1987-88シーズンを最後に現役引退をした。
引退後は指導者の道へ進み、主にイタリアの地方クラブで指揮を執った後に、2002年7月からはポーランド代表監督に就任したが同年12月に退任している。その後はイタリアの放送局 Rai Due の Domenica Sportiva という番組で解説者を務めていたが、2012年ポーランドサッカー協会の代表に就任した。2019年にはイタリアサッカー界の殿堂入りも果たした。

## 個人タイトル
- ポーランド年間最優秀スポーツ選手賞（1982年）
- 20世紀の偉大なサッカー選手100人 87位（ワールドサッカー誌選出 1999年）
- FIFA100（2003年）